# Eubha Akilade
Eubha Akilade (Cathcart, 29 de junho de 1998) é uma atriz e dançarina escocesa, mais conhecida por seus trabalhos nas séries Eve e Find Me in Paris.

## Carreira
Eubha nasceu em 27 de junho de 1998 em Cathcart, na Escócia.
Em 2015, ela começou a frequentar a escola de dança "Dance School of Scotland" em Knightswood. No entanto, teve que abandonar quando garantiu seu papel na série televisiva "Eve", no qual interpretou a personagem Lily Watson, papel que interpretou até 2017, apesar de não ter formação formal. Mais tarde naquele ano, ela foi escalada como Ines Lebreton na série do Hulu "Find Me in Paris", um papel que ela interpretou até 2020. Em seu casting, ela comentou: "Duas semanas após a audição, descobri que tinha conseguido o papel e que ia viajar para Paris nos próximos seis meses, duas semanas depois". Em maio de 2020, ela fez uma participação em um episódio da série da BBC "Doctors" como Sophie Broomfield.

## Filmografia
| Ano         | Série            | Personagem        | Nota                  | Ref.   |
| ----------- | ---------------- | ----------------- | --------------------- | ------ |
| 2015 – 2017 | Eve              | Lily Watson       | Protagonista          | [ 9 ]  |
| 2017        | Clique           | Recepcionista     | Figurante             | [ 10 ] |
| 2018 – 2020 | Find Me in Paris | Ines Lebreton     | Protagonista          | [ 11 ] |
| 2020        | Doctors          | Sophie Broomfield | Participação especial | [ 8 ]  |
| 2020        | Casualty         | Asma Khan         | Participação especial | [ 12 ] |